# Lodwik Klockedon
Lodwik Klockedon var en målare av tyskt ursprung verksam under senare hälften av 1500-talet.
Klockedon som ursprungligen kommer från trakterna av Nürnberg var verksam som målare i svenska kungahusets tjänst i slutet av 1500-talet. Han är troligtvis medlem av den Nürnbergska konstnärsfamiljen Glockendon vars medlemmar under 1400- och 1500-talen gjorde sig kända som skickliga miniatyrister, kopparstickare och formsnidare. Klockedon anställdes i Gustav Vasas tjänst 1552 och arbetade samma år på Vadstena slott där han ledde dekorationsarbetet i slottsgemaken och man kan följa hans arbete i räntekammarens räkenskaper fram till 1561. Klockedon är troligen upphovsmannen till kartongen Frälsaren, som efter uppståndelsen uppenbarar sig för sin moder som användes till en väv som vävdes vid Gustav Vasas tapetväveriverkstad. Väven finns numera vid Statens historiska museum.